# Gianni Bonichon
Gianni Bonichon (n. 13 octombrie 1944, Nus, Valle d'Aosta, Italia – d. 3 ianuarie 2010, Aoste, Valle d'Aosta, Italia) a fost un bober ce a reprezentat Italia, medaliat olimpic. A participat la o ediție a Jocurilor Olimpice (1972) în care a câștigat o medalie de argint.

## Participări
Lista de mai jos prezintă principalele competiții la care a participat Gianni Bonichon de-a lungul carierei.
- bobsleigh at the 1972 Winter Olympics[*]